# Billungstraße 3 (Quedlinburg)

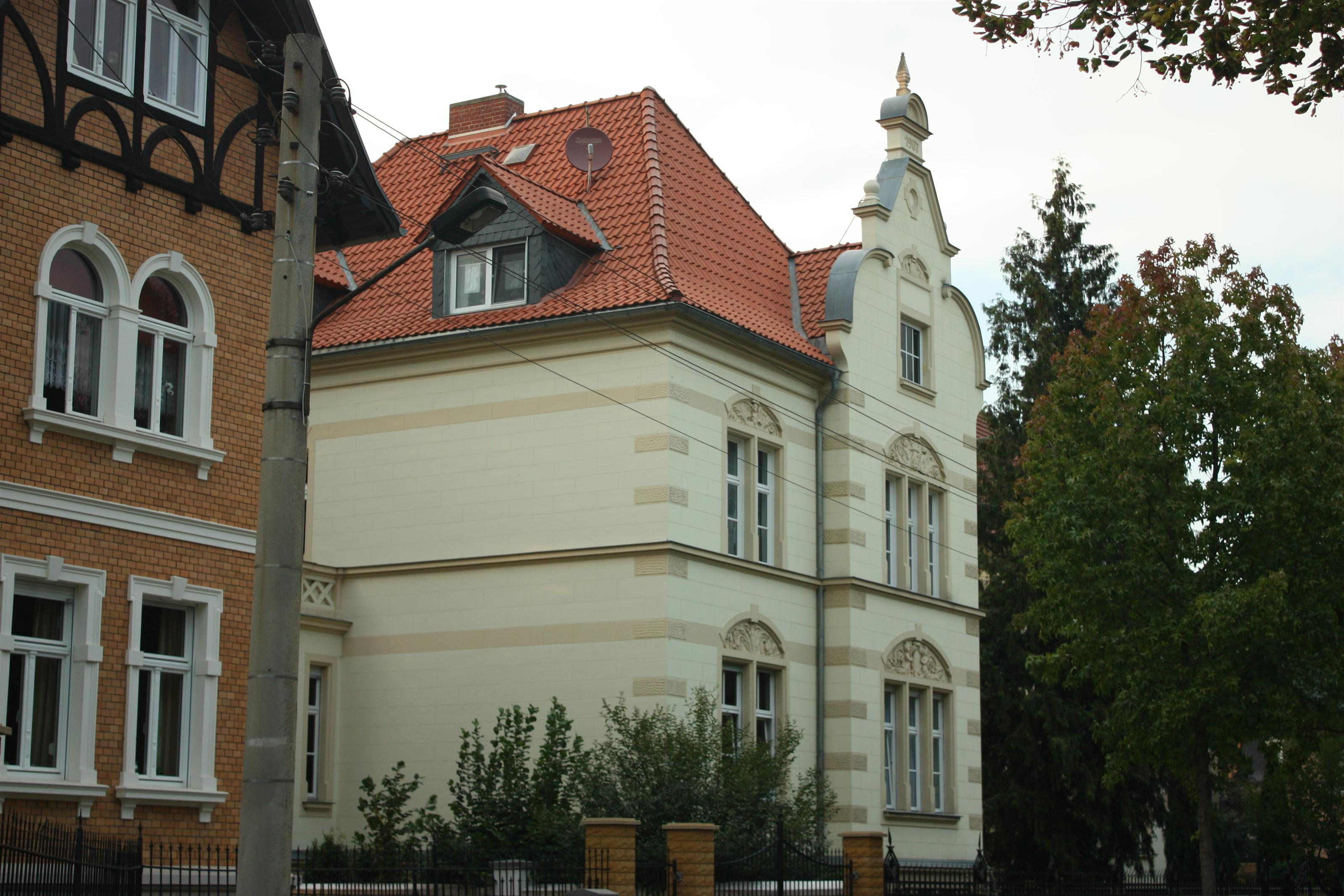
Villa Billungstraße 3

Das Haus Billungstraße 3 ist eine denkmalgeschützte Villa in der Stadt Quedlinburg in Sachsen-Anhalt.

## Lage
Sie liegt südlich des Quedlinburger Schloßberges und ist im Quedlinburger Denkmalverzeichnis eingetragen.

## Architektur und Geschichte
Die Villa entstand im Jahr 1907 für den Fleischermeister Franz Tettborn. Planendes und ausführendes Unternehmen war die Firma Robert Riefenstahl Nachfolger. Es entstand ein Gebäude mit vielgliedrigem Grundriss. Die Risalite werden von Giebeln im Stil der Neorenaissance bekrönt. Die Eingangsloggia ist seitlich angeordnet. An der Fassade besteht eine Putzquaderung. Die Grundstückseinfriedung ist als schmiedeeiserner Zaun ausgeführt.